# Twierdzenia Sylowa
Twierdzenia Sylowa – twierdzenia teorii grup autorstwa Petera Sylowa , czasem formułowane jako jedno twierdzenie Sylowa. Wynik ten jest częściowym odwróceniem twierdzenia Lagrange’a (rząd podgrupy jest dzielnikiem rzędu danej grupy), a zarazem uogólnieniem twierdzenia Cauchy’ego (o istnieniu podgrupy rzędu będącego liczbą pierwszą dzielącym rząd danej grupy).

## Twierdzenia
Niech {\displaystyle p} będzie liczbą pierwszą, która ponadto jest względnie pierwsza z liczbą naturalną {\displaystyle r} (tzn. największy wspólny dzielnik {\displaystyle \mathrm {nwd} (p,r)=1}). Niech {\displaystyle G} będzie grupą rzędu {\displaystyle |G|=p^{k}r,} gdzie {\displaystyle k} jest pewną nieujemną liczbą całkowitą; dowolną jej podgrupę rzędu {\displaystyle p^{i},} gdzie {\displaystyle i=1,\dots ,k} nazywa się {\displaystyle p}-podgrupą tej grupy, przy czym podgrupy rzędu {\displaystyle p^{k}} nazywane są {\displaystyle p}-podgrupami Sylowa. 
Pierwsze twierdzenie SylowaW grupie {\displaystyle G} istnieje (co najmniej jedna) {\displaystyle p}-podgrupa Sylowa.

Drugie twierdzenie SylowaWszystkie {\displaystyle p}-podgrupy Sylowa grupy {\displaystyle G} są sprzężone, tzn. dla dowolnych {\displaystyle p}-podgrup Sylowa {\displaystyle H,K} grupy {\displaystyle G} istnieje taki automorfizm wewnętrzny {\displaystyle \varphi _{g}} tej grupy ({\displaystyle \varphi _{g}(a)=gag^{-1}}), że {\displaystyle \varphi [H]=K.}
Trzecie twierdzenie SylowaLiczba {\displaystyle s_{p}} wszystkich {\displaystyle p}-podgrup Sylowa grupy {\displaystyle G} przystaje do jedynki modulo {\displaystyle p,} tzn. {\displaystyle s_{p}\equiv 1{\bmod {p}}} (czyli {\displaystyle p} jest dzielnikiem {\displaystyle s_{p}-1,} tj. {\displaystyle p|s_{p}-1}).

## Wnioski
Z twierdzenia Lagrange’a wynika, że {\displaystyle p}-podgrupa Sylowa jest jej maksymalną (w sensie zawierania) {\displaystyle p}-podgrupą, a jej indeks równy {\displaystyle r} nie jest podzielny przez {\displaystyle p,} innymi słowy {\displaystyle s_{p}|r.} Z drugiego twierdzenia wynika, że warunek {\displaystyle s_{p}=1} jest równoważny normalności (a nawet charakterystyczności) {\displaystyle p}-podgrupy Sylowa. Z pierwszego i drugiego twierdzenia Sylowa wynika, że jeżeli {\displaystyle H} jest {\displaystyle p}-podgrupą Sylowa w {\displaystyle G,} zaś {\displaystyle K} jest {\displaystyle p}-podgrupą normalną w {\displaystyle G,} to istnieje taki element {\displaystyle g\in G,} dla którego {\displaystyle K} jest podgrupą normalną w {\displaystyle gHg^{-1}.}
Jeżeli {\displaystyle p} jest dzielnikiem rzędu {\displaystyle |G|} grupy {\displaystyle G,} to w grupie tej istnieje element rzędu {\displaystyle p} (tzw. twierdzenie Cauchy’ego); ponadto {\displaystyle s_{p}} dzieli wtedy {\displaystyle |G|.} Jeżeli każdy element {\displaystyle g\in G} ma rząd postaci {\displaystyle p^{k},} to {\displaystyle G} jest {\displaystyle p}-grupą. Jeśli {\displaystyle p>q} oraz {\displaystyle |G|=pq,} gdzie {\displaystyle p,q} są pewnymi liczbami pierwszymi, to w {\displaystyle G} istnieje podgrupa normalna rzędu {\displaystyle p;} jeżeli {\displaystyle q} nie dzieli ponadto {\displaystyle p-1,} to grupa {\displaystyle G} jest cykliczna. W szczególności jeśli {\displaystyle q} nie dzieli {\displaystyle p-1} oraz {\displaystyle p} nie dzieli {\displaystyle q-1,} to jedyną grupą rzędu {\displaystyle pq} jest suma prosta grup cyklicznych o rzędach {\displaystyle p} i {\displaystyle q.}

## Przykłady
Niech {\displaystyle G} będzie grupą rzędu {\displaystyle 33.} Z twierdzeń Sylowa wynika, że grupa {\displaystyle G} zawiera {\displaystyle 11}-podgrupę {\displaystyle H_{11}} rzędu {\displaystyle 11} (przynajmniej jedną), a ponadto {\displaystyle s_{11}|3} oraz {\displaystyle 11|s_{11}-1,} skąd wynika, że {\displaystyle s_{11}=1} i normalność {\displaystyle H_{11}.} Podobnie {\displaystyle s_{3}|11} oraz {\displaystyle 3|s_{3}-1,} skąd {\displaystyle 3}-podgrupa Sylowa {\displaystyle H_{3}} rzędu {\displaystyle 3} grupy {\displaystyle G} również jest normalna. Obie te podgrupy są cykliczne (a stąd przemienne), zaś ich suma prosta jest izomorficzna z {\displaystyle G,} co oznacza, że również jest przemienna i jest jedyną (z dokładnością do izomorfizmu) grupą rzędu {\displaystyle 33.} W podobny sposób można dokonać klasyfikacji grup rzędu {\displaystyle 99}.
Rozumując w analogiczny sposób można dowieść, że jedynymi grupami rzędu {\displaystyle 6} (z dokładnością do izomorfizmu) są grupa cykliczna {\displaystyle \mathbb {Z} _{6}} oraz grupa symetryczna {\displaystyle S_{3}.}

### Dowody
- Peter Ludwig Mejdell Sylow. Théorèmes sur les groupes de substitutions. „Math. Ann.”. 5 (4), s. 584-594, 1872. DOI: 10.1007/BF01442913. (fr.).

- Giuseppina Casadio, Guido Zappa. History of the Sylow theorem and its proofs. „Bollettino di Storia delle Scienze Matematiche”. 10 (1), s. 29–75, 1990. ISSN 0392-4432. MR1096350. (wł.).
- Rod Gow. Sylow's proof of Sylow's theorem. „Irish Mathematical Society Bulletin”, s. 55–63, 1994. ISSN 0791-5578. MR1313412.
- Florian Kammüller, Lawrence C. Paulson. A formal proof of Sylow's theorem. An experiment in abstract algebra with Isabelle HOL. „Journal of Automated Reasoning”. 23 (3), s. 235–264, 1999. DOI: 10.1023/A:1006269330992. ISSN 0168-7433. MR1721912.
- Michael Meo. The mathematical life of Cauchy's group theorem. „Historia Math.”. 31 (2), s. 196–221, 2004. DOI: 10.1016/S0315-0860(03)00003-X. ISSN 0315-0860. MR2055642.
- Winfried Scharlau. Die Entdeckung der Sylow-Sätze. „Historia Math.”. 15 (1), s. 40–52, 1988. DOI: 10.1016/0315-0860(88)90048-1. ISSN 0315-0860. MR931678. (niem.).
- William C. Waterhouse. The early proofs of Sylow's theorem. „Archive for History of Exact Sciences”. 21 (3), s. 279–290, 1980. DOI: 10.1007/BF00327877. ISSN 0003-9519. MR575718.
- Helmut Wielandt. Ein Beweis für die Existenz der Sylowgruppen. „Archiv der Mathematik”. 10 (1), s. 401–402, 1959. DOI: 10.1007/BF01240818. ISSN 0003-9268. MR0147529. (niem.).